# Richard Sheldon
Richard Sheldon (ur. 9 lipca 1878 w Rutland, w stanie Vermont, zm. 23 stycznia 1935 w Nowym Jorku) – amerykański lekkoatleta, dwukrotny medalista olimpijski z Paryża w 1900 roku.

## Przebieg kariery
Studiował na Uniwersytecie Yale. W 1896 zdobył akademickie mistrzostwo Stanów Zjednoczonych (IC4A) w pchnięciu kulą. W 1897 zajął 2. miejsce w mistrzostwach Wielkiej Brytanii w pchnięciu kulą i 3. miejsce w rzucie młotem. W następnym roku został mistrzem Stanów Zjednoczonych (AAU) w pchnięciu kulą i rzucie 56 funtowym ciężarem. W 1899 zwyciężył w mistrzostwach Stanów Zjednoczonych (AAU) w pchnięciu kulą i rzucie dyskiem. W 1900 zdobył mistrzostwo Wielkiej Brytanii w pchnięciu kulą, a następnie udał się na igrzyska olimpijskie do Paryża, gdzie zdobył złoty medal w pchnięciu kulą oraz brązowy w rzucie dyskiem.
Po ukończeniu studiów na Uniwersytecie Yale pracował w firmie Cadillac. Jego starszy brat Lewis, także był medalistą olimpijskim w lekkiej atletyce na tych samych igrzyskach w 1900.

## Rekordy życiowe
źródło:
- pchnięcie kulą – 14,25 m (1904)
- rzut dyskiem – 37,35 m (1899)